# Jean Dieudonné

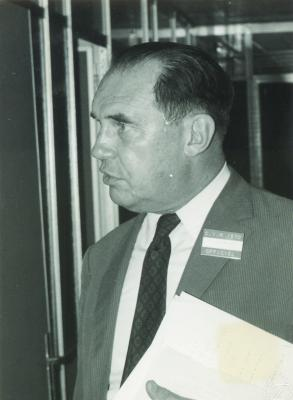

Jean Dieudonné, voluit Jean Alexandre Eugène Dieudonné, Rijsel 1 juli 1906 - Parijs 29 november 1992, was een wiskundige uit Frankrijk, die bekend is door zijn onderzoek op het gebied van de abstracte algebra en de functionaalanalyse en voor zijn nauwe betrokkenheid met de groep Bourbaki en het project Élements de geometrie algébrique van Alexander Grothendieck. 
Hij was geïnteresseerd in de geschiedenis van de wiskunde, vooral op het gebied van de functionaalanalyse en de algebraïsche topologie. Zijn werk over klassieke groepen, La geometrie des groupes classiques, en formele groepen, waarin hij wat nu dieudonné-modulen worden genoemd, introduceerde, had een grote invloed op de groepentheorie.
Dieudonné was geboren en getogen in Rijsel, en volgde een opleiding in Engeland, waar hij kennis met de algebra maakte. Hij werd in 1924 toegelaten tot de École normale supérieure, waar André Weil een tijdgenoot was, en begon zijn onderzoek in de complexe functietheorie. Hij was in 1934 een van de groep normaliens, bijeengeroepen door André Weil, die de groep Bourbaki zou oprichten.
Hij baarde in 1959 tijdens een Bourbaki-conferentie opzien met zijn uitspraak: À bas Euclide! Mort aux triangles!, Weg met Euclides! dood aan de driehoeken!